# Kalizea
D’abord dénommée Champagne Maïs, la SAS Kalizea, filiale du Groupe Siclaé, transforme le maïs. Kalizea est implanté, en France, en Pologne et en Roumanie.
Le siège social de cette entreprise est situé 2 rue Clément Ader, à Reims, dans le département de la Marne.

## Historique
En 1975, la Maïserie de Pringy (France) a été inaugurée Pierre Méhaignerie.
En juillet 1990,  création de la SAS Champagne Maïs.
En juillet 2008, Champagne Maïs fait l’acquisition de la société Newcorn en Pologne et de son usine implantée à Siechnice.
En juin 2011, Champagne Maïs devient Kalizea[source insuffisante].
En 2019, l’usine de Slobozia (Roumanie) est créée sur le site d’un ancien moulin à blé.

## Produits / clients
Kalizea transforme le maïs en semoule (farine grossière moulue à partir de maïs séché), en farines premières et secondes (farines dites de dégermage) mais également en huiles et autres produits issus de l'extraction du germe.
Les clients sont les brasseurs, les fabricants de snack et de corn flakes, les huiliers, les biscuitiers, les meuniers et les industriels du petfood.

## Données économiques
En 2011, Kalizea compte 35 collaborateurs en France, 17 en Pologne et réalise un chiffre d’affaires est de 40 millions d’euros.